# Чёрный клановец
«Чёрный клановец» (англ. BlacKkKlansman) — комедийный кинофильм режиссёра Спайка Ли по сценарию на основе книги Рона Сталворта «Чёрный клановец», опубликованной в 2014 году. Премьера состоялась 14 мая 2018 года на 71-м Каннском кинофестивале, на котором эта картина завоевала Гран-при. Выдвигался на премию «Оскар» в категориях «лучший фильм», «лучшая режиссура» (Спайк Ли), «лучшая мужская роль второго плана» (Адам Драйвер), «лучший адаптированный сценарий», «лучшая музыка к фильму» и «лучший монтаж». Последний фильм Гарри Белафонте.
Сюжет этой ленты, посвящённой, как и многие другие фильмы Ли, проблеме расизма в США, основан на реальной истории чернокожего полицейского и его напарника еврейского происхождения, которые совершили профессиональный подвиг, внедрившись в организацию Ку-клукс-клан и развалив её.

## Сюжет
1970-е годы. Чернокожий парень по имени Рон Сталворт устраивается на работу в архив полиции Колорадо-Спрингс. Не все встречают темнокожего полицейского радушно, хотя начальство относится к нему хорошо, пока Рон не совершает неоднозначный поступок. Он звонит по телефону в местное отделение Ку-клукс-клана и, заявив, что хочет вступить в ряды ККК, получает приглашение на собеседование. Но туда едет детектив еврей Флип Циммерман, который, убедив всех, что он не еврей и ненавидит черных, становится членом клана. Благодаря чему регулярно ломает планы организации. Вскоре Рон знакомится с девушкой-активисткой Патрис, подозревая, что на нее готовят покушение члены ККК.

## В ролях
- Джон Дэвид Вашингтон — детектив Рон Сталворт;
- Адам Драйвер — детектив Флип Циммерман;
- Лора Хэрриер — Патрис Дюма;
- Тофер Грейс — Дэвид Дюк;
- Кори Хокинс — Кваме Туре;
- Яспер Пяаккёнен — Феликс Кендриксон;
- Пол Уолтер Хаузер — Айвенго;
- Райан Эгголд — Уолтер Бричвей;
- Эшли Аткинсон — Конни Кендриксон;
- Роберт Джон Бёрк — шеф Бриджес
- Алек Болдуин — доктор Кеннебрю Борегард;
- Гарри Белафонте — Джером Тёрнер;
- Дамарис Льюис — Одетта;
- Майкл Бушеми — Джимми Крик;
- Кен Гарито — сержант Трапп;
- Фред Веллер — патрульный полицейский Энди Ландерс;
- Николас Туртурро — Уокер;
- Исайа Уитлок младший — мистер Туррентин.

## Производство

### Сценарий
В 2015 году продюсер Шон Редик приобрел книгу отставного полицейского Рона Сталворта и принес ее в студию «QC Entertainment» для адаптирования в виде сценария. После успеха кинокартины «Прочь», которую студия имела возможность снять, было принято решение объединить усилия с компанией Джейсона Блума «Blumhouse Productions» и компанией Джордана Пила «Monkeypaw Productions», чтобы совместными усилиями экранизировать картину. Чарли Вахтель и Дэвид Рабинович адаптировали сценарий вместе с Спайком Ли и Кевином Уилмоттом.

### Подбор актёров
В сентябре 2017 режиссёром картины стал Спайк Ли, а Джон Вашингтон вел переговоры претендуя на главную роль.

### Съёмки

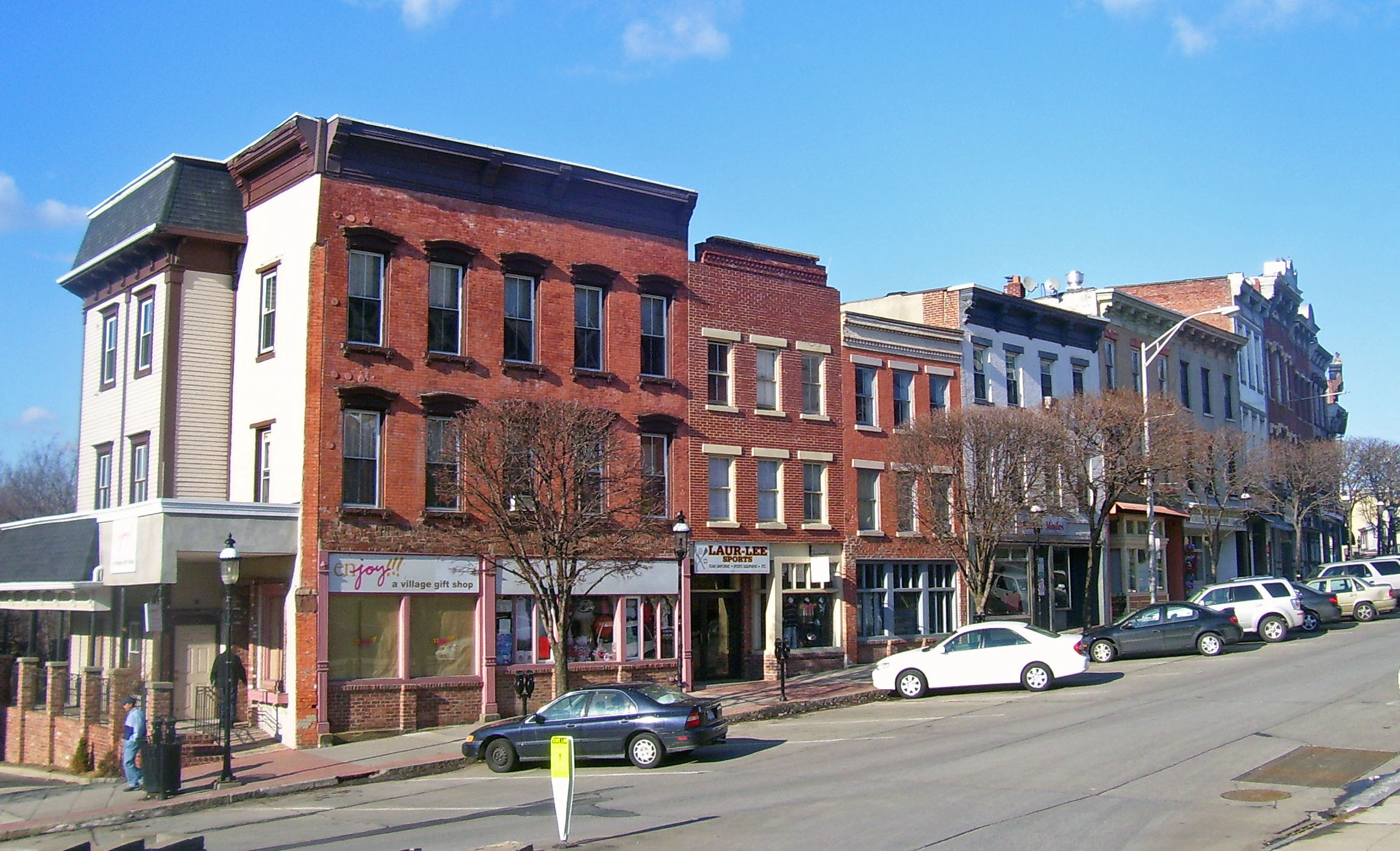
Оссининг

Начались в октябре 2017 года, в городе Оссининг штат Нью-Йорк. Для съёмок места сбора Ку-куклукс-клана использовался ресторан Джорджа Паганиса под названием «Ресторан Брайана». Мистер Паганис с радостью принял съёмочную группу и позволил на время трансформировать помещение, так как посчитал что это полезно для бизнеса. Съемочная группа прибывала на площадку в 5 утра, а вскоре после полудня съёмки прекращались. Съёмки также проходили в городе Оссининг, штат Нью-Йорк. Местные жители с радостью приняли съёмочную группу и надеялись на продолжение сотрудничества с киноиндустрией.

### Реклама
Первый рекламный видеоролик картины появился 15 мая 2018.

## Премьера

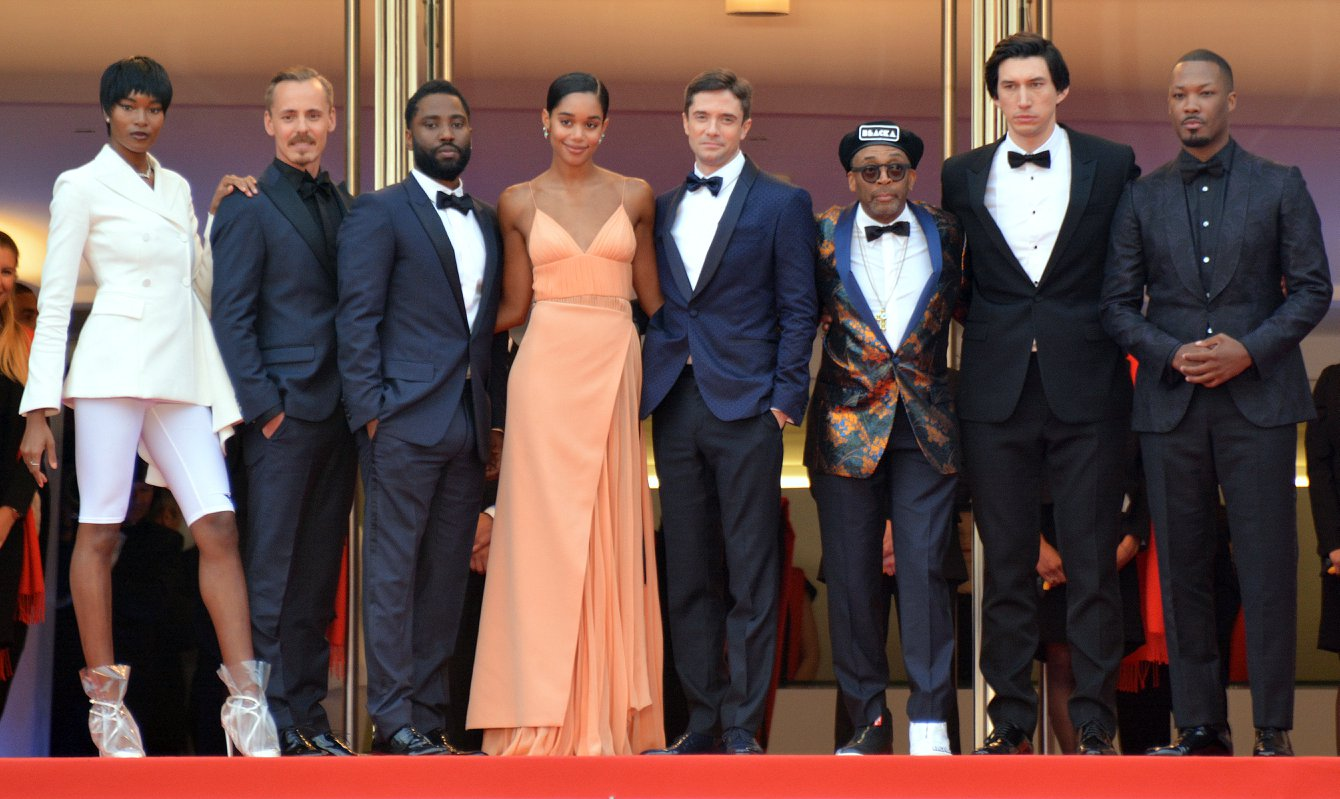
Актёрский состав на премьере

Премьера фильма состоялась на Каннском кинофестивале 14 мая. Режиссёр устроил 20-минутную презентацию, обращённую к Америке и президенту Дональду Трампу, который отказался осудить действия протестующих. Речь была связана с беспорядками, произошедшими в Шарлотсвилле 12 августа 2017 года. Участники протестов требовали запретить демонтаж статуи генерала Роберта Ли, который как и другие генералы Юга был рабовладельцем. С провала своей картины «Делай как надо!» в 1989 году и угроз в адрес главы жюри фестиваля Вима Вендерса, Спайк Ли не представлял свои картины в Каннах.
В декабре 2018 года картина «Чёрный клановец» вошла в список 10 лучших фильмов 2018 года, опубликованный Американским институтом киноискусства (AFI).
В кинофильме присутствует критика действующей администрации президента Дональда Трампа, связанная с событиями в городе Шарлотсвилл в августе 2017, в ходе которых в результате автомобильного наезда погибла 32-летняя белая активистка-антифашистка Хизер Хейэр. Вслед за этим сайту американских неонацистов, на котором была размещена оскорбительная статья о Хейэр, было отказано в регистрационных доменах США, что вынудило владельцев зарегистрироваться в России (однако регистратор доменов RU-CENTER отменил регистрацию по требованию Роскомнадзора на следующий день).

## Награды и номинации
| Награда                           | Дата церемонии           | Категория                                                    | Номинант                                                                                     | Результат |
| --------------------------------- | ------------------------ | ------------------------------------------------------------ | -------------------------------------------------------------------------------------------- | --------- |
| Каннский кинофестиваль            | с 8 по 19 мая 2018       | «Золотая пальмовая ветвь»                                    | Спайк Ли                                                                                     | Номинация |
| Каннский кинофестиваль            | с 8 по 19 мая 2018       | Гран-при                                                     | Спайк Ли                                                                                     | Победа    |
| Каннский кинофестиваль            | с 8 по 19 мая 2018       | Приз экуменического (христианского) жюри — особое упоминание | Спайк Ли                                                                                     | Победа    |
| Кинофестиваль в Сан-Себастьяне    | с 21 по 29 сентября 2018 | Приз зрительских симпатий за лучший фильм                    | Спайк Ли                                                                                     | Номинация |
| Кинофестиваль в Локарно           | 2018                     | Приз зрительских симпатий                                    | Спайк Ли                                                                                     | Победа    |
| Золотой глобус                    | 6 января 2019            | Лучший фильм — драма                                         | Спайк Ли, Джейсон Блум                                                                       | Номинация |
| Золотой глобус                    | 6 января 2019            | Лучшая режиссура                                             | Спайк Ли                                                                                     | Номинация |
| Золотой глобус                    | 6 января 2019            | Лучший актёр в драматическом фильме                          | Джон Дэвид Вашингтон                                                                         | Номинация |
| Золотой глобус                    | 6 января 2019            | Лучший актёр второго плана                                   | Адам Драйвер                                                                                 | Номинация |
| Премия Гильдии киноактёров США    | 27 января 2019 года      | Лучший актёрский состав в игровом кино                       | Гарри Белафонте, Адам Драйвер, Тофер Грейс, Лора Харриер, Кори Хоукинс, Джон Дэвид Вашингтон | Номинация |
| Премия Гильдии киноактёров США    | 27 января 2019 года      | Лучшая мужская роль                                          | Джон Дэвид Вашингтон                                                                         | Номинация |
| Премия Гильдии киноактёров США    | 27 января 2019 года      | Лучшая мужская роль второго плана                            | Адам Драйвер                                                                                 | Номинация |
| BAFTA                             | 10 февраля 2019          | Лучший фильм                                                 | Джейсон Блум, Спайк Ли, Рэймонд Мэнсфилд, Шон Маккиттрик, Джордан Пил                        | Номинация |
| BAFTA                             | 10 февраля 2019          | Лучшая режиссёрская работа                                   | Спайк Ли                                                                                     | Номинация |
| BAFTA                             | 10 февраля 2019          | Лучший актёр второго плана                                   | Адам Драйвер                                                                                 | Номинация |
| BAFTA                             | 10 февраля 2019          | Лучший адаптированный сценарий                               | Спайк Ли, Дэвид Рабинович, Чарли Вачтел, Кевин Уиллмотт                                      | Победа    |
| BAFTA                             | 10 февраля 2019          | Лучшая музыка к фильму                                       | Теренс Бланшар                                                                               | Номинация |
| Оскар                             | 24 февраля 2019          | Лучший фильм                                                 | Спайк Ли, Шон Маккиттрик, Джейсон Блум, Рэймонд Мэнсфилд и Джордан Пил                       | Номинация |
| Оскар                             | 24 февраля 2019          | Лучшая режиссёрская работа                                   | Спайк Ли                                                                                     | Номинация |
| Оскар                             | 24 февраля 2019          | Лучший актёр второго плана                                   | Адам Драйвер                                                                                 | Номинация |
| Оскар                             | 24 февраля 2019          | Лучший адаптированный сценарий                               | Спайк Ли, Чарли Вачтел, Дэвид Рабинович и Кевин Уиллмотт.                                    | Победа    |
| Оскар                             | 24 февраля 2019          | Лучшая музыка к фильму                                       | Теренс Бланшар                                                                               | Номинация |
| Оскар                             | 24 февраля 2019          | Лучший монтаж                                                | Бэрри Александер Браун                                                                       | Номинация |
| MTV Movie Awards                  | 17 июня 2019             | Лучший фильм                                                 | Черный клановец                                                                              | Номинация |
| MTV Movie Awards                  | 17 июня 2019             | Лучший герой                                                 | Джон Дэвид Вашингтон                                                                         | Номинация |
| Премия Гильдии режиссёров Америки | 2019                     | Лучшая режиссура художественного фильма                      | Спайк Ли                                                                                     | Номинация |
| Премия Гильдии сценаристов США    | 2019                     | Лучший адаптированный сценарий                               | Спайк Ли, Дэвид Рабинович, Чарли Вачтел, Кевин Уиллмотт                                      | Номинация |
| Независимый дух                   | 2019                     | Лучшая мужская роль второго плана                            | Адам Драйвер                                                                                 | Номинация |
| Золотой жук                       | 2019                     | Лучший иностранный фильм                                     | Спайк Ли                                                                                     | Номинация |